# Somontano de Barbastro
Le Somontano de Barbastro est une comarque de la Province de Huesca, en communauté autonome d'Aragon (Espagne).

## Présentation
- Capitale : Barbastro
- Superficie : 1 166,60 km2
- Population : 23 464 habitants (2006)
- Densité : 20,11 hab./km2

Les comarques limitrophes : 
- Nord : Sobrarbe et Alto Gállego
- Est : Ribagorce et La Litera
- Sud-est : Cinca Medio
- Sud : Monegros
- Ouest : Hoya de Huesca.

## Aire protégée
- Parc naturel de la Sierra et des gorges de Guara
- Parc culturel de la rivière Vero